# Czarna Białostocka
Czarna Białostocka è un comune urbano-rurale polacco del distretto di Białystok, nel voivodato della Podlachia.
Ricopre una superficie di 206,54 km² e nel 2004 contava 11 654 abitanti.